# STS-27
是历史上第二十七次太空梭任务，也是亚特兰蒂斯号太空梭的第三次太空飞行。

## 任务成员
- 罗伯特·吉布森（Robert L. Gibson，曾执行、以及任务），指令长
- 盖伊·加德纳（Guy S. Gardner，曾执行以及任务），飞行员
- 理查德·穆莱恩（Richard Mullane，曾执行、以及任务），任务专家
- 杰瑞·罗斯（Jerry L. Ross，曾执行、以及任务），任务专家
- 威廉·谢泼德（William M. Shepherd，曾执行、以及任务），任务专家